# Rusa IV

Het okergele gebied duidt Urartu aan onder koning Rusa IV.

Rusa(s) IV of Rousa IV was de veertiende en laatste koning van Urartu en regeerde van 590 tot 585 v.Chr. Hij volgde zijn vader, Rusa III, op.  
Hij was de laatste koning van Urartu. De Scythen vielen het hele rijk binnen en veroverden het.
Aramu · Sardur I · Ishpuinis · Menuas · Argishti I · Sardur II · Rusa I · Argishti II · Rusa II · Sardur III · Sardur IV · Erimena · Rusa III · Rusa IV